# 壮族
壮族（旧称僮族），名稱來自佈獞（壮文：Bouxcuengh），是中华人民共和国以及越南两国人口最多的少数民族，为古代百越族的一支（西瓯），主要分佈在广西壮族自治区、广东、云南、贵州以及越南北部地区。北支壮族的主体支系之一“布依”支系在贵州省境内被划分为独立的布依族；而广西境内的布依支系则与其他北支壮族以及南支壮族一起归为壮族；越南境内主要为南支壮族，其中又以“布泰”支系与“布侬”支系最多，被分别独立为岱依族与侬族；越南境内的北支壮族因人数较少，长期受到其他民族或南支壮族影响，从而又被划分为较为传统的北支布依族（人数最少）；风俗习惯上受到其他民族影响的热依族；以及南、北支混合族群山泽族。壮族先人在中國古代曾先後称獠、溪峒蛮、乌浒。宋代始称为撞、僮、仲，明清有称为僮人、良人、土人。1949年中華人民共和國成立前写作獞，1949年後改为单人旁的僮字，统称僮族，直到周恩来倡议在1965年改“僮”为“壮”。

## 历史

### 原始时代
今壮族聚居的右江河谷地带，已发现多处六七十万年前古人类活动留下的旧石器时代遗址，其中有不少文化遗物。五万至一万多年前的旧石器时代晚期，在桂中、桂南、桂西的广大地区，已发现人类化石13处，文化遗址、遗物分布点100多处。如桂中的“柳江人”、“麒麟山人”、“白莲洞人”、“九头山人”、“都乐人”、“甘前人”，桂北的“宝积山人”、“荔浦人”，桂南的“灵山人”，桂西的“干淹人”、“九楞山人”、“隆林人”、“定模洞人”等，都以发现地点名称来命名。这些古人类的体质特征，大体是头部颧骨较大，鼻梁稍凹，上门齿呈铲形等，与现代壮族人的基因差異很大，说明了他们不是现代壮族的主體祖先，壮族的先民是广西乃至整个岭南地区最早的土著。

### 西瓯时期（公元前16世纪－公元23年）
公元前221年，秦始皇统一六国以后，派尉屠骓率领50万大军，兵分五路，浩浩荡荡地向岭南进发。与东路进军一直很顺利的情况相反，从西路的进军途中，遇到了壮族直系先民西瓯的坚决抵抗。在一次战斗中西瓯君译吁宋阵亡了。但刚强的西瓯人“皆入从薄中，……莫肯为秦虏，相置桀骏以为将”，继续坚持战斗，击毙了秦军主将尉屠骓，秦军几乎全军覆没。（《淮南子》卷十八《人间训》）
为了扭转惨败局面，秦始皇下令开凿灵渠，保证了秦军后备力量和粮草的源源不断供应，经过几年的激烈战斗，到公元前214年，秦军最后打败了西瓯的武装力量，终于统一了岭南，设置桂林、南海、象三郡，派官吏进行统治。接着从中原派来一些华夏族的劳动人民到岭南地区“与越杂处”，壮族先民地区进入了短暂的郡县时代。
公元前207年，秦朝灭亡，驻守南海郡的秦将赵佗开始剪除异己，并击桂林、象郡，建立南越国，自称为南越武王。赵佗为了巩固其统治地位，推行一系列“和绥百越”的政策，自称“蛮夷大长”，尊重百越地区各民族的风俗习惯，团结了当地各个部族的上层人物与各部首领，百越局面得以安定，社会经济得到新的发展。赵佗是北方的华夏族将领，但是，创造了南越文明的人民，却毫无疑问是包括壮族先民在内各个部族的民众，南越国5代共传93年，古代壮族创造了灿烂的南越文化。
汉武帝时期，南越国内部相互倾轧，公元前112年西汉王朝重新出兵岭南，次年（前111年）打败南越国，将岭南重新划归到中原王朝的直接统治之下，分为苍梧、郁林、合浦、南海、珠崖、詹耳等越地九郡，郡之下分若干县，实行严密的统治，壮族历史上漫长的郡县时代真正开始了。
不过，毕竟岭南越族是一个骁勇不羁然而又十分分散的各个部落组成的，所以汉王朝吸取了赵佗“和绥百越”的经验，采用了“以其故俗治，毋赋税”的政策（《通鉴》卷二十一），因此相当长的一段时间里，西瓯、骆越民族社会内部原来的政治经济制度依然保存了下来。即使这样，壮族先民们仍不断地起兵反抗汉王朝的统治，导致了东汉时期光武帝建武18年（公元42年）马援的南征。

### 俚僚时期（公元23年－1127年）
东汉末年中原大乱，全国出现了魏、蜀、吴三国鼎立局面，岭南地区分别属于吴国的荆、交二州管辖，当时苍梧人士燮兄弟几个人分据南海、合浦等郡，称雄一时。两晋到南北朝时期，岭南地区的郡县设置日益增加，统治者在桂东北局部地区设吏奉贡，加强了统治。
俚人最早见于《后汉书·南蛮西南夷列传》：“列武十二年（36年），九真徼外蛮里张游，率种人慕化内属，封为归汉里君。”这里所称的“蛮里”，以后改称为俚。三国时期也有许多岭南俚人的记载。僚人的称呼在岭南的出现是在隋唐时期，以后则是多俚僚连用。
公元589年，隋统一中原，进军岭南。岭南各郡共奉高凉郡越族冼氏夫人为大首领，“保境拒守”。隋将韦桄由江西率军南下，在南康（今江西赣南地）与陈太守徐镫发生遭遇战，不能前进，派人至书冼夫人，告知陈亡，相劝归隋。冼夫人与属下头目商量，派孙子冯魂率兵击败徐镫，迎接韦桄到广州，岭南诸郡相继平安。隋在壮族先民地区驻重兵，采取“以夷制夷”办法进行统治。汉文化继续得到传播。
隋末唐初，岭南地区又一次为萧铣所割据，号称梁帝，先后统一了岭南及长江以南很多地方。（《通鉴》卷一八五）唐武德4年（621年），唐将李靖于两湖击败萧铣，直抵桂州（今桂林），派人招抚岭南壮族先民各部首领冯盎、李光度、宁长真等，并授予官职。“凡所怀辑九十六州，户六十余万”，岭南复归统一。

#### “壮泰走廊”的开始形成
从秦始皇统一全国到唐初的一千年左右里，随着中原王朝对壮族地区统治的日益加强，汉人到岭南参与开发的日渐增多，汉文化的传播更加广泛，这样使得壮族东部各个部族逐渐汉化，到了唐朝末年的时候，壮族东部地区汉化进程基本定局，有着大量越族语底层词汇的粤语作为汉语的一个方言开始形成，岭南东部地区只留下了大量的壮语地名，不服汉化与不羁汉法的壮族先民退居岭南西部，与壮族西部地区的壮族直系先民融合。结合历史语言学的研究，可以推断出泰族与壮族的分化也是在这个漫长的郡县时代开始的。
中原王朝势力的南下，迫使一部分壮族先民纷纷南迁，通过广西的西江流域进入了越南的红河流域，然后又受到了早已经定居于此的越南京族先民的排挤，又不得不越过红河流域向西进入中南半岛中西部地区，沿左江流域-红河流域-老挝高原-泰国中部平原等一条长线，形成了所謂的「壮泰走廊」。在经过漫长岁月的发展之后，这些率先南迁的壮人先民（及之後由于汉族在南方开拓疆土而不断迁徙来的壮族先民）逐漸征服了当地的孟族和其他大大小小原始森林部落，在相当于中国宋朝的时候，首次建立起属于这个民族的统一政权——素可泰，其后在周边地区建立起了其他大大小小的泰族政权，形成现在的泰族和老族先民的政权。这些政权大都受到了这片土地的土著——孟人的影响，在宗教文化上也受到了孟人长久信仰的上座部佛教的洗礼，泰-老民族开始形成了全民信仰上座部佛教的局面。
在“壮泰走廊”形成并发展的漫长岁月当中，由于云贵高原北部的藏缅语族民族（彝语支民族为主）的南下，以及越南京族政权的兴起并脱离中国的中央王朝政权取得独立后不断地向其北面的壮族地区和其西面的泰族地区扩张，两者开始形成了对壮-泰族先民的钳状制约力量，壮泰民族从漫长的壮泰走廊分布变化为逐渐分离局面，也导致了现在壮族先民与现代泰族先民失去了紧密联系，终于产生了壮泰民族的最终分化。从现在民族的分布图来看，壮族分布与泰族（包括老族、傣族、掸族等）分布呈一个葫芦状，壮族的分布区和泰族的分布区为葫芦的两大瓢，而两者之间唯一的连续点就是越南西北泰族地区和云南文山州的壮族地区，可以窥视出壮泰迁徙历史的一些脉络。
在泰-老族政权的形成之后，随着人口的繁衍和农业的发展，一些泰-老族开始沿着河流往上游追寻适合耕作的土地，进入了现在缅甸的掸邦和中国云南的南部地区，开始繁衍生息起来，并一直保持着与原来的泰-老民族的紧密联系，这些泰-老人就是现代缅甸掸族和中国傣族的先民。到了近代，壮泰分化模式基本固定下来，两者的区别就是，西部是信仰上座部佛教的泰-老族，东部则是仍然保留着传统信仰和祖先崇拜的的壮族-布依族。许多外国的学者都喜欢把壮族、布依族等称呼为“不信奉上座部佛教的泰族”，就是这个原因。

#### 与泰族分化后的壮族独立发展史

##### 羁縻州制度
壮族作为一个单一民族开始形成的时代是唐朝后期开始的。唐王朝对待已经汉化的岭南东部和仍坚持自己独立个性的岭南西部的态度发生了微妙的变化。在东部地区，实行划州县、置官吏、征贡赋的制度，进行直接统治；而在西部山区则设置了50多个羁縻州县，按唐初的惯例，利用原来的壮族首领为都督、刺史，“虽贡赋，版笈多不上吏部”，进行间接统治。（《新唐书》卷四三下《地理志》）西部壮族地区政治经济上相对有独立性。至于所谓的“蛮洞”地区，唐王朝根本不加管辖。因此，依然存在“无城郭，依山险，各治生业，急则屯聚”的状况。因此，壮族的东部地区和西部地区社会经济发展不平衡加剧。羁縻州县的设置，给予了壮族先民较大的自治权利，壮族作为单一民族的形成，与这个政治经济制度是有关系的。

##### 西原州蛮的兴起
西原州是当时壮族羁縻州当中最出名的一个。因为在唐朝中末期，壮族领袖在那里发动了几次大规模的反抗唐王朝统治的战争。公元756年，西原州黄峒（今广西左江流域）壮族领袖黄乾耀、真崇郁领导属下壮族民众，联合了陆州（今广西钦州）、武阳（今广西罗城县北）、朱兰（今广西东兰）黄橙（今广西扶绥）等一百余峒人民，“合众二十万”进行对唐王朝的武装反抗。“占地数千里”，设置国家政权，号称“中越王”，下设各级官吏，声势十分浩大。唐王朝因此惶恐不安，采取“剿抚”结合的策略，一面对起义部队进行分化瓦解，一面调兵遣将横加征讨。结果，起义队伍受挫，黄乾耀等牺牲。（《新唐书·西原蛮传》）大历12年（777年），西原州的壮族人又在首领潘长安的率领下，掀起更大规模的反抗。武装部队占地“南距雕题交趾，西控昆明夜郎，北泊黔巫衡湘”，建号称王，威镇中原。（唐·韩云卿《大历平蛮颂》）唐贞元十年（794年），西原州黄峒壮族人民又在首领黄少卿的领导下举行大规模武装反抗，相继攻陷横、钦、浔、贵四州，围攻经略史驻地容州。黄少卿的儿子黄昌钙率领的一支起义军，先后攻陷了十三州的地方，动摇了唐王朝在岭南的统治。唐王朝为了挽救败局，在桂东地区设置容管招讨经略使，率军与起义军大战，每日交锋达6、7次之多，起义军终于不支受挫。唐元和元年（806年），起义军将领黄承庆在邕州被俘，黄少卿诈降受封为归顺州（今广西靖西县地）刺史。不久，黄少卿复与其弟黄少高举起义旗，联合黄少度、黄昌獾两支壮族起义军队伍，攻陷宾州（今广西宾阳）、峦州（今广西横县地），并据达11年之久。随后挥军南下钦、横两州，与邕管经略使韦悦激战，再陷严州（今广西来宾县地），锐不可挡。唐军主帅阳玟、裴行立相继身亡。唐王朝在损兵折将之后，又从湖南、湖北、江西等地调兵前来征讨，但因长途羁旅，人疲马乏，加之环境生疏，水土不服，伤亡极大。唐长庆三年（823年），黄少卿回师功邕州，陷左江镇，下钦州，破千金镇，占领了今广东西部和桂南的十八州。最后，唐王朝几乎倾尽国力，动用了全国的军力，采取分化瓦解、各个击破的办法来打败了壮族先民的起义军。这样一来，唐王朝国势逐渐衰落，最终在自身矛盾的激化与各地藩镇割据的相互作用下土崩瓦解，中国进入五代十国的分裂时期。中国历史上最强盛的时代——唐王朝的衰落的直接原因，可以说是壮族先民持续了一百多年的反抗造成的。

##### 羁縻与反羁縻
在长达100多年的反抗唐朝的统治裡，壮族先民各个部族得以相互交流，民族实体开始真正形成，不过唐朝在崩溃之前倾尽了国力来镇压了壮族起义军，所以各个部族又被分化瓦解，唐朝灭亡后壮族各个部族又开始了统一进程，北宋前期，壮族作为一个单一民族开始踏上华南政治的历史舞台。公元960年，北宋建立，结束唐后五代十国的分据局面，为了加强统一局面，北宋王朝从政治、经济、军事等各个方面，进行强化中央集权的政策，北宋初期国库空虚，在开国的时候，就采取了“必先取巴蜀、次及广南、江南，即国用饶矣”的决策（[宋]王冉《东都事略》卷二三《传论》），把吸血管插入岭南壮族地区。加上北宋王朝残酷的民族压迫，把壮族人一律蔑称为“蛮”、“峒獠”、“蛮獠”等等，动辄杀戮，“夷其种党”，所以民族矛盾严重激化。在这样的历史背景里，长久以来各个部落都是一盘散沙的壮族内部产生了政治、经济上进行统一以抵抗北宋王朝的要求，所以在当时，壮族人掀起了一系列的武装反抗运动，如：
- 咸平二年（999年）的扶水州（今广西环江）蒙会国为首的起義（《宋史》卷六《真宗纪》）；

- 景德四年（1007年）陈进、卢成均的联合壮族起义（《宋史》卷七《真宗纪》）；

- 大中祥符九年（1016年）扶水州壮族民众曾进攻宜州，打击宋王朝在壮族地区的统治（《宋史》卷八《真宗纪》）；

- 景佑二年（1053年）壮族、瑶族联合攻击雷、化两州（《宋史》卷十《真宗纪》）；

- 宝元元年（1038年）安化州（今广西环江县北部）壮族人起兵进攻宜州和融州（《宋史》卷十一《仁宗纪》）；

- 庆历四年（1044年）扶水州有以区希范、蒙赶等为首的反宋起義（《续资治通鉴》卷四六《宋纪》四十六）。

这些为了追求民族利益而进行的武装起义，促进了壮族各个部族的统一性，但最终都在北宋的高压之下以失败告终。现代壮族的现状与族情，与当时的壮族各部族统一运动和失败是息息相关的。在这场民族内部各部族统一运动里，最著名的历史事件莫过于当时威震岭南的轰轰烈烈的“大南国”运动。

## 人口分佈

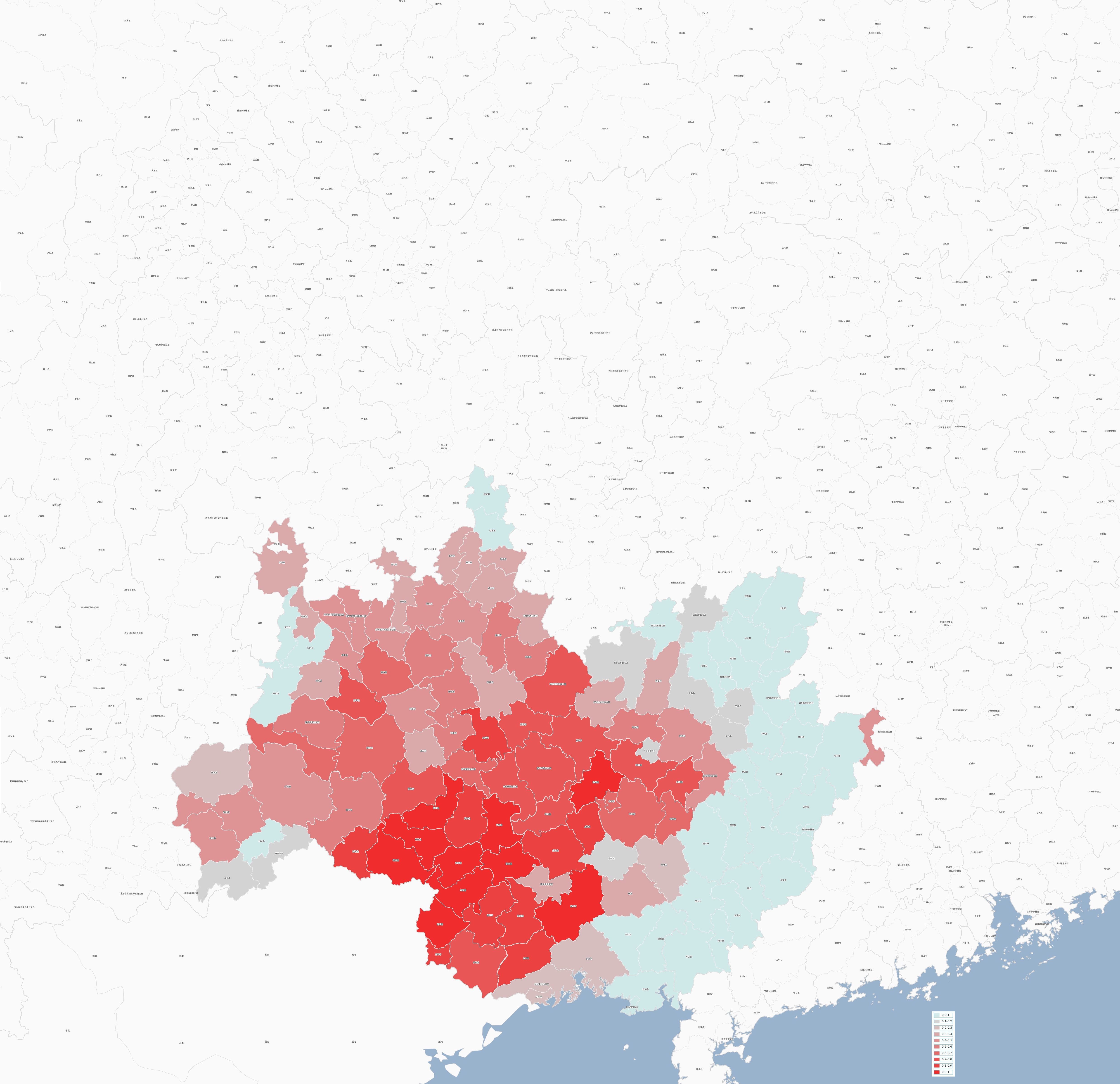
中国的僚人分布：壮族，布依族，岱依族，侬族，热依族（注意：只反映分布趋势，数据准确性，即时性需要读者进一步验证）

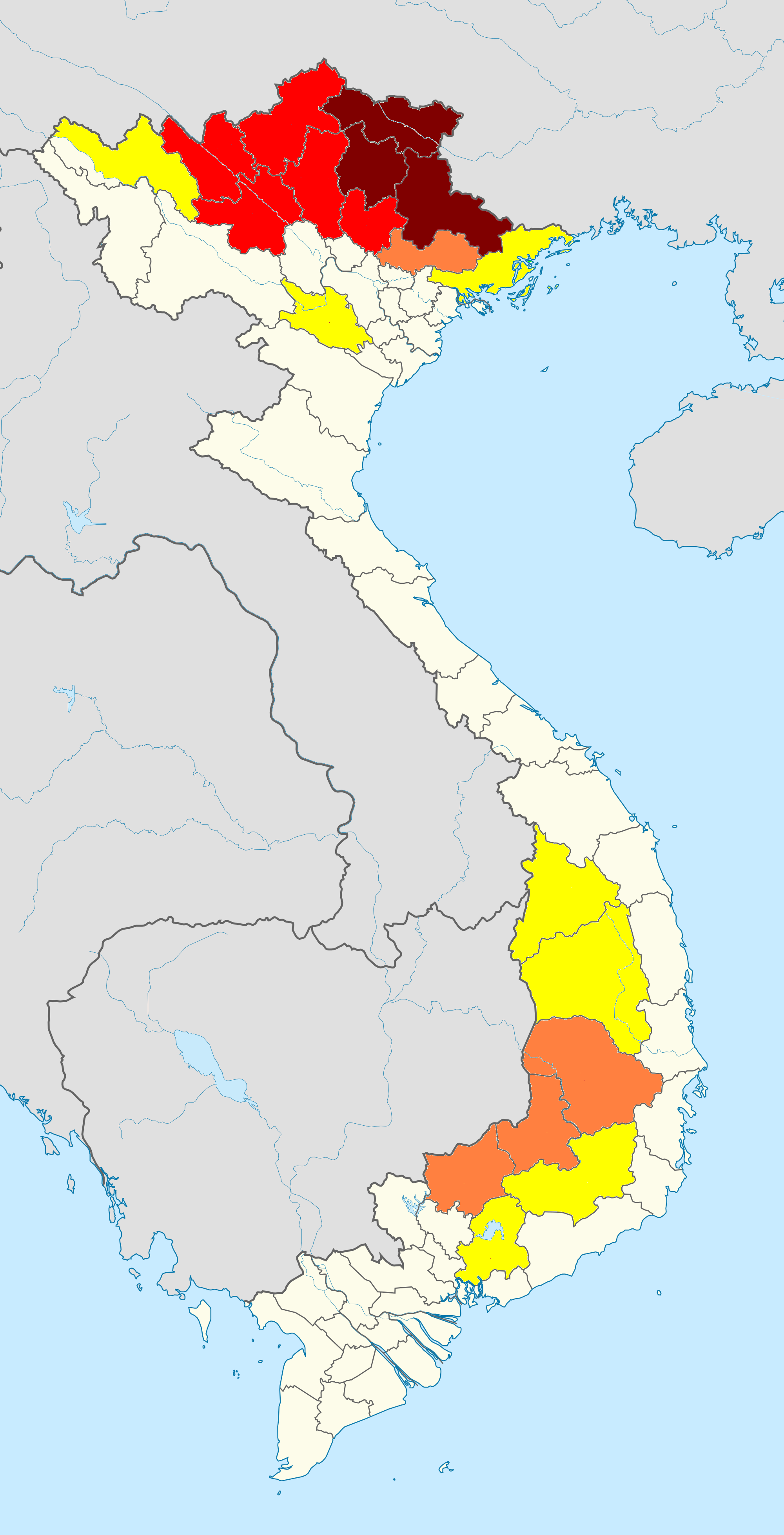
越南的僚人分布（其与壮语族群能基本交流的岱依族，侬族，布依族，热依族）区域（2009年人口普查）
60%-80%
15%-40%
5%-10%
1%-5%

壮族聚居于广西壮族自治区、云南东部的文山壮族苗族自治州全境，以及曲靖师宗、红河河口；广西毗邻的其他省份均有聚居，包括广东西部的清远连山、肇庆怀集，黔东南的从江、黎平，湖南西南部的永州江华等地，其余因工作、升学就业散居各地。
中国壮族有1800万人（2010年人口普查，仅中国大陆），占人口的1.40%，为第二大民族。其中广西为壮族最集中的省份，有壮族14,207,143人，占全区人口的32.40%，占壮族人口的87.77%，为广西第二大民族。云南为壮族人口第二大省份，有壮族1,144,021人，占壮族人口的7.07%，占云南全省人口的2.70%，占云南少数民族人口的8.08%，为云南第五大民族。广东为壮族人口第三大省份，广东有壮族570,200人，占壮族人口的3.52%，占全省人口的0.67%，占全省少数民族人口的44.93%，为广东第二大民族。除壮族世居省份贵州和湖南二省外，海南、河北、浙江和福建四省，壮族人口均在1万人以上，以散居为主。历次普查人数，1953年第一次人口普查壮族人口为691.96万人，1964年第二次普查为838.61万人，1982年第三次普查为1,338.31万人，1990年第四次普查为1,555.58万人。
| 位次 | 地区         | 总人口        | 壮族人口   | 占壮族 人口比重（%） | 占地区少数民族 人口比重（%） | 占地区 人口比重（%） |
| ---- | ------------ | ------------- | ---------- | -------------------- | ---------------------------- | -------------------- |
|      | 合计         | 1,245,110,826 | 16,187,163 | 100                  | 15.382                       | 1.300                |
|      | 31个省份合计 | 1,242,612,226 | 16,178,811 | 99.948               | 15.375                       | 1.302                |
| 1    | 广西         | 43,854,538    | 14,207,143 | 87.768               | 84.418                       | 32.396               |
| 2    | 云南         | 42,360,089    | 1,144,021  | 7.067                | 8.080                        | 2.701                |
| 3    | 广东         | 85,225,007    | 570,200    | 3.523                | 44.928                       | 0.669                |
| 4    | 贵州         | 35,247,695    | 52,065     | 0.322                | 0.390                        | 0.148                |
| 5    | 海南         | 7,559,035     | 50,507     | 0.312                | 3.845                        | 0.668                |
| 6    | 湖南         | 63,274,173    | 23,559     | 0.146                | 0.367                        | 0.037                |
| 7    | 河北         | 66,684,419    | 20,832     | 0.129                | 0.718                        | 0.031                |
| 8    | 浙江         | 45,930,651    | 18,998     | 0.117                | 4.805                        | 0.041                |
| 9    | 福建         | 34,097,947    | 10,818     | 0.067                | 1.853                        | 0.032                |
| 10   | 江苏         | 73,043,577    | 8,934      | 0.055                | 3.437                        | 0.012                |
| 11   | 湖北         | 59,508,870    | 7,824      | 0.048                | 0.301                        | 0.013                |
| 12   | 北京         | 13,569,194    | 7,322      | 0.045                | 1.251                        | 0.054                |
| 13   | 四川         | 82,348,296    | 6,905      | 0.043                | 0.168                        | 0.008                |
| 14   | 新疆         | 18,459,511    | 5,642      | 0.035                | 0.051                        | 0.031                |
| 15   | 山东         | 89,971,789    | 5,444      | 0.034                | 0.860                        | 0.006                |
| 16   | 河南         | 91,236,854    | 4,888      | 0.030                | 0.427                        | 0.005                |
| 17   | 安徽         | 58,999,948    | 4,331      | 0.027                | 1.089                        | 0.007                |
| 18   | 天津         | 9,848,731     | 4,055      | 0.025                | 1.519                        | 0.041                |
| 19   | 辽宁         | 41,824,412    | 3,576      | 0.022                | 0.053                        | 0.009                |
| 20   | 江西         | 40,397,598    | 3,046      | 0.019                | 2.423                        | 0.008                |
| 21   | 上海         | 16,407,734    | 2,923      | 0.018                | 2.814                        | 0.018                |
| 22   | 重庆         | 30,512,763    | 2,764      | 0.017                | 0.140                        | 0.009                |
| 23   | 黑龙江       | 36,237,576    | 2,700      | 0.017                | 0.152                        | 0.007                |
| 24   | 山西         | 32,471,242    | 2,084      | 0.013                | 2.020                        | 0.006                |
| 25   | 陕西         | 35,365,072    | 1,987      | 0.012                | 1.126                        | 0.006                |
| 26   | 内蒙         | 23,323,347    | 1,895      | 0.012                | 0.039                        | 0.008                |
| 27   | 吉林         | 26,802,191    | 1,655      | 0.010                | 0.067                        | 0.006                |
| 28   | 甘肃         | 25,124,282    | 1,308      | 0.008                | 0.059                        | 0.005                |
| 29   | 青海         | 4,822,963     | 618        | 0.004                | 0.028                        | 0.013                |
| 30   | 宁夏         | 5,486,393     | 575        | 0.004                | 0.030                        | 0.010                |
| 31   | 西藏         | 2,616,329     | 192        | 0.001                | 0.008                        | 0.007                |
|      | 现役军人     | 2,498,600     | 8,352      | 0.052                | 1.431                        | 0.349                |

## 语言
壯語是中国的较大语言之一，使用人口大约1400万以上。壮语属于侗台语族台语支（壮傣语支），与泰语、老挝语、傣语、掸语等语言有着十分密切的亲缘关系，国外有学者将壮语称为“北泰”语。壮语北部方言和布依语均属于台语支北部组，壮语南部方言和越南的岱-侬语都属于台语支中部组。另外，泰语、老语、傣语、掸语等组成了台语支西南组。
壮语和泰语身体器官词汇的对比
| 壮语           | 泰语               | 释义   |
| hâmah          | หำ ( hâm )         | 阴茎   |
| hāe hâmh       | ไข่หำ ( khāi hâm )  | 睾丸   |
| hî             | หี ( hî )           | 女阴   |
| kûn            | ขน ( khôn )        | 毛     |
| ndàng          | ร่าง ( ràng )       | 身体   |
| kēung          | เครื่อง ( khēung )   | 躯干   |
| nângh          | หนัง ( nâng )       | 皮     |
| piěu           | ผิว ( phiû )        | 皮肤   |
| leurd          | เลือด ( leurd )     | 血     |
| nér            | เนื้อ ( nér )        | 肉     |
| plûm           | ผม ( phûm )        | 髮     |
| vuô            | หัว ( huô )         | 头     |
| mom            | หม่อม ( mom )       | 头中   |
| ná             | หน้า ( ná )         | 面     |
| ná plark       | หน้าผาก ( ná pak )  | 额头   |
| gém            | แก้ม ( káem )       | 脸颊   |
| hû             | หู ( hû )           | 耳朵   |
| mark dâ        | มะตา ( mar dâ )    | 目     |
| kûn dâ         | ขนตา ( khûn dâ )   | 眼毛   |
| ndàngh         | ดัง ( dàng )        | 鼻     |
| sânh ndàngh    | สันดัง ( sân dàng )  | 鼻梁   |
| kǎng           | คาง ( khang )      | 下巴   |
| ngeurk / heurk | เหงือก ( ngeurk )   | 腮     |
| niêng          | เหนียง ( niêng )    | 喉结   |
| hǒ             | คอ ( kho )         | 脖     |
| barg           | ปาก ( bak )        | 口     |
| piěu barg      | ผิว ( piû )         | 嘴唇   |
| lín            | ลิ้น ( lín )         | 舌     |
| kéu            | เขี้ยว ( khéu )      | 牙齿   |
| fǎnh           | ฟัน ( fǎn )         | 门牙   |
| ná èrg         | หน้าอก ( ná òk )    | 胸部   |
| nǔm            | นม ( num )         | 奶     |
| tóng           | ท้อง ( thóng )      | 腹     |
| rǎg ré         | รักแร้ ( rǎg ráe )   | 腋下   |
| háng           | ข้าง ( kháng )      | 腰     |
| mba            | บ่า ( ba )          | 肩     |
| kên            | แขน ( khên )       | 手臂   |
| sok            | ศอก ( sok )        | 手肘   |
| mǐy            | มือ ( mǐy )         | 手     |
| lângh mǐy      | หลังมือ ( lâng miy ) | 手背   |
| pâ mǐy         | ฝามือ ( fâ miy )    | 手掌   |
| niú mǐy        | นิ้วมือ ( niú miy )   | 手指   |
| kó mǐy         | ข้อมือ ( khó miy )   | 指关节 |
| lěb mǐy        | เล็บมือ ( lěb miy )  | 指甲   |
| gún            | ก้น ( kún )         | 屁股   |
| kâ             | ขา ( khâ )         | 腿     |
| nong           | น่อง ( nong )       | 小腿   |
| vuô kōu        | หัวเข่า ( huô khōu ) | 膝盖   |
| dìn            | ตีน ( din )         | 脚     |
| pâdìn          | ฝ่าตีน ( fâdin )     | 脚掌   |
| lěb kâ         | เล็บขา ( lěb khâ )  | 脚甲   |
| sérn           | ส้น ( son )         | 脚后跟 |
| ndug           | ดูก ( dug )         | 骨     |
| sânh           | สัน ( sân )         | 脊背   |
| sáe            | ไส้ ( sái )         | 肠     |
| dàb            | ตับ ( dàb )         | 肝     |
| berd           | ปอด ( bod )        | 肺     |
| mám            | ม้าม ( mám )        | 脾     |
| dày            | ไต ( dài )         | 胃     |
| jǎy            | ใจ ( jai )         | 心     |
| ndì            | ดี ( dì )           | 胆     |
| mug            | มูก ( mug )         | 鼻涕   |
| lǎi            | ลาย ( lay )        | 口水   |
| kí             | ขี้ ( khí )          | 屎     |
| dòd            | ตด ( dòd )         | 屁     |
| hēr / ngēr     | เหงื่อ ( ngēr )      | 汗液   |
| kí dâ          | ขี้ตา ( khí dâ )     | 眼屎   |
| námh dâ        | น้ำตา ( nám dâ )    | 眼泪   |
| kí hû          | ขี้หู ( khí hû )      | 耳屎   |
| kí ndàngh      | ขี้ดัง ( khí ndàng )  | 鼻屎   |

壯語在壯族聚居的鄉村地區和部分城鎮仍普遍使用，但壯文由於種種原因至今沒有普及；現在散居於部分縣城和城市的部分壯族人改以漢語為日常語文，不過城鎮壯族在壯族總人口當中比例不大，總體上以壯語為母語的壯族人仍然占壯族人口的九成以上。同時，越來越多的壯族年輕人學會了熟練使用漢語文，成為壯漢雙語人口。人民幣上印有用壯語文字書寫的銀行名稱和面額。
壮语按照语音特征可以分为北部方言、南部方言两大方言和土僚语。
- 北部方言
  1. 邕北土语（武鸣、邕宁北部、横县、宾阳、平果）
  2. 红水河土语（都安、马山、上林、忻城南部、来宾南部、武宣、象州、鹿寨、荔浦、阳朔、贵港、贺州）
  3. 柳江土语（河池宜州、柳江、来宾北部、柳城、忻城）
  4. 桂北土语（河池、宜州、南丹、天峨、东兰、巴马、融水、罗城、环江、永福、融安、三江、龙胜）
  5. 右江土语（田东、田阳、百色）
  6. 桂边土语（田林、隆林、西林、凌云、乐业、凤山、及云南省的富宁和广南自称布约依［pǔ jùi］的那部分壮族的语言）
  7. 邱北土语（云南省邱北县和砚山县、师宗县的自称布依［bǎu ì］的那部分壮族的语言）
  8. 连山土语（广东省连山壮族瑶族自治县、怀集县）
- 南部方言
  1. 邕南土语（邕宁南部、隆安、扶绥、上思、钦州）
  2. 左江土语（龙州、宁明、凭祥、崇左、大新和天等两县东部、越南北部如谅山等省）
  3. 德靖土语（德保、靖西、那坡、天等和大新两县西部、越南北部如高平等省）
  4. 砚广土语（云南省砚山、广南、麻栗坡、马关、文山等县内自称布侬［pǒu nóng］的壮族语言，以及越南北部靠近其的某些岱侬语）
- 土僚语
  1. 文麻土语（云南省文山、麻栗坡、马关和开远等地自称布岱［bu6 dai1］的壮族语言）。该方言的语音特征是声母保留古台语全浊音，韵母完全失去了入声。

## 文化
从壮族的艺术、诗歌、音乐、宗教信仰、文学、壮医、语言、文字、服饰、传统住居、民间风俗和饮食等方面看，壮族文化具有鲜明的民族特色和历史传统。壮族绣球、壮剧、端午药市等很有特色。

### 音乐

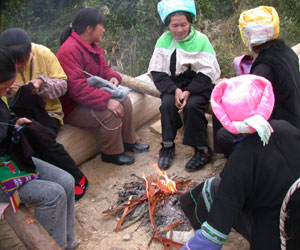
壯族婦女的野炊

僚人的歌文化是僚族最大的特点，在一些地方，不会唱山歌的人甚至都找不到对象。在所有介绍到壮族、布依族、岱侬族的资料里，几乎都提到擅长山歌以及每年聚歌等风俗，在彩调基础上改编的老电影《刘三姐》最为著名。
“圩”在当地为赶集、集市的意思，以每年农历三月三的歌圩为规模最大，现在武鸣县每年三月三都举行“歌圩节”。

### 麽教
麽教（或摩教），即壮族巫教，是南北僚人的共同宗教信仰。麽教严格来说属于尚在形成中的、还没有成熟的巫覡宗敎，与萨满教类似，信奉万物有灵、祖先崇拜、多神信仰、占卜与蛊术等。
早在《史记·孝武帝本纪》和《赤雅》中就有对“越巫”的记载，在此后麽教也不可避免地受到了一些汉族文化特别是道教等的影响。
麽教的神职人员称为为布麽、麽公，但经过历次运动，在广西平原地区已经很难见到麽公了，在偏远的山区还有一些上了年纪的老麽公，但也多后继乏人。
“布洛陀”是壮族先民口头文学中的神话人物，是创世神。布洛陀是中国非物质文化遗产名录之一，“布”在状语中是有威望的老人，“洛”是知道，“陀”是很多创造的意思。
《布洛陀经诗》是麽教（MOZ，壮族巫教）的经文，称为麽经。

### 文学
壮族很早有民间故事的传统，如现在流传的《达架和达仓》与唐代的《叶限故事》十分相近。最早的创世故事包括《太阳、月亮、星星》、《妈勒访天边》、《布洛陀与姆六甲》等。《布伯》反映原始先民与天地抗争的精神，《莫一大王》是反抗故事的代表。刘三姐的故事广为流传，多次被改变为戏剧和电影。
壮族民歌也十分发达，主要的形式是“欢”，分为勒脚歌、排歌、散歌几种。代表作有《布伯》、《嘹歌》、《六丘和达七》《马骨胡之歌》等。长篇叙事诗多受汉族故事影响，代表作有《梁山伯与祝英台》、《文龙与肖尼》等。
中华人民共和国成立后，重要的壮族作家有陆地 、韦其麟等。由于新壮文的创制，出现了一些用母语写作的作品，如中篇小说《卜造字》、长篇小说《节日》等。

### 饮食
壮族人饮食种类丰富，喜欢素淡食物。壮族人主食以稻米、玉米为主，辅食有红薯、木薯、麦子、黄粟等杂粮。并以大米为原料制作出五色糯米饭、八宝饭、竹筒饭、米粉、 粽子等品类众多的副食产品。
壮族人称粽子为 「粽把」 ，其種類繁多，在广西宁明县，春节时壮民會製作一种巨大的粽把，這個粽把是用來除夕祭祖用的，祭祀完後同族人便共同分食这只大粽把 ，以示大家同心同德，和睦美满。
五色糯米饭是壮族三月三的的必备品， 在三月三， 家家户户做五色饭， 據說是为了纪念歌仙刘三姐。
除了制做节日食品外 ， 壮族人还用糯米制做一些特殊风味的主食 ，如南瓜饭等。
和其他民族一样 ，壮族人还用糯米酿酒。除了纯度较高的酒外 ， 他們也喜欢饮用酒精度数较低的甜酒 (又称甜糟 )。
壮族人生食的传统十分悠久 。生食中既有植物 , 也有动物 , 甚至活的动物，其中最有名的是生血和生鱼片。
壯族人喜欢食用各种腌制食品，不仅腌制各種野生蔬菜 , 也腌制肉类鱼虾。
壮族和西南地区的其他少数民族一样 , 也非常愛吃酸辣的食物，這与他们的生活环境和特產有關。
为预防瘴气和湿气，以及为长期保存，形成了独特的酸食文化。常见的有酸鱼、酸肉、酸粥以及酸嘢等。

## 姓氏

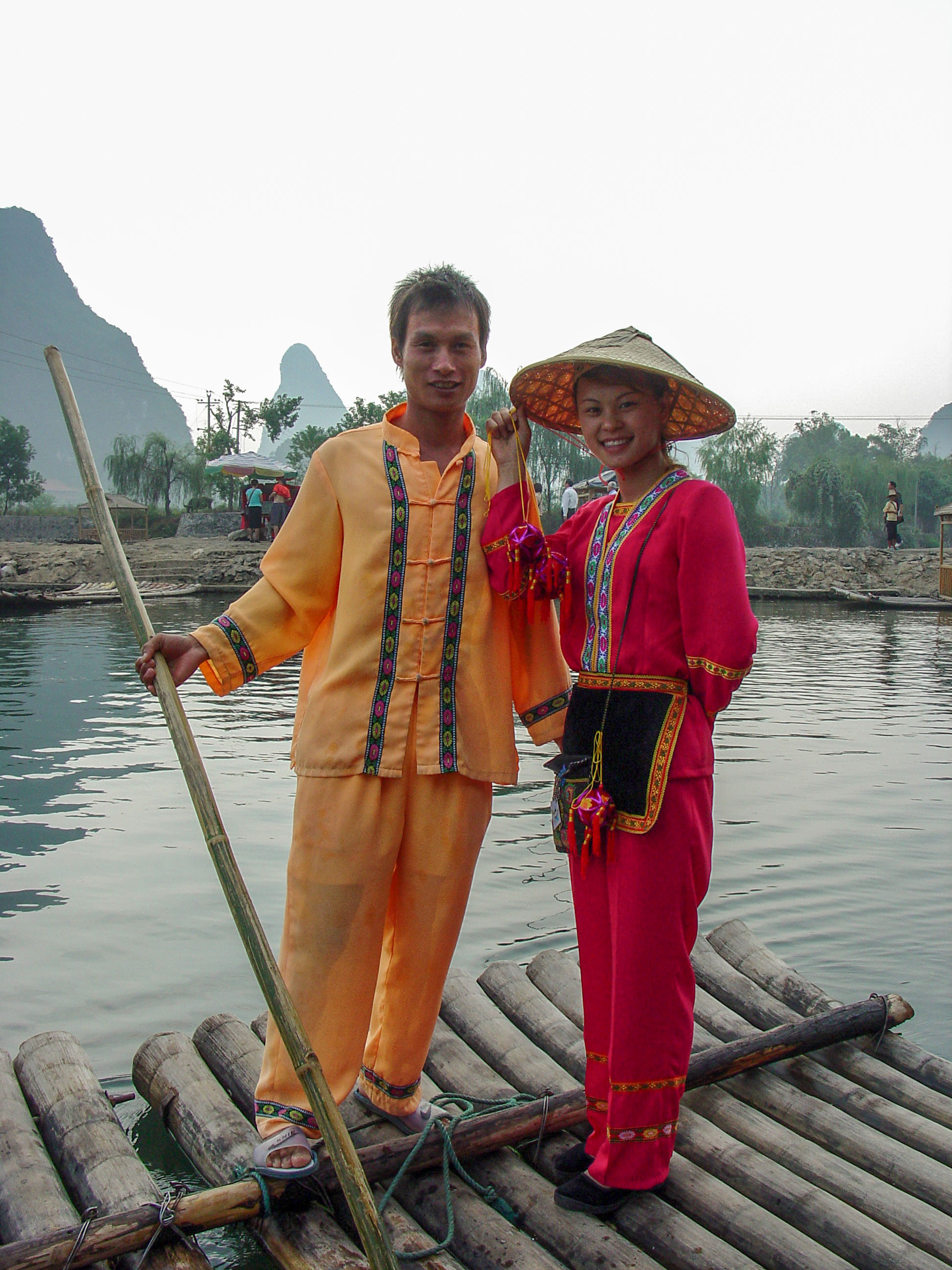
一对来自桂林的壮族夫妇

黄姓、覃姓、韦姓、农姓、莫姓、岑姓是壯族六大姓，多为历代部落首领土司世家。由于深受汉文化的影响，免遭世人歧视，所以他们在其所修族谱、家谱或其它传记中，多攀附内地迁来的汉族或功臣名将为自己的祖先。

## 文字

### 方块壮字

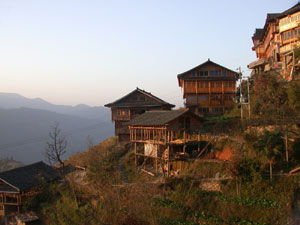
广西龙脊的壮族山寨

一千多年前，壮族人民就利用汉字的偏旁、部首和发音、语义，创造了方块壮字（土俗字，壮语为saw ndip），民间使用的土俗字据《古壮字字典》（苏永勤等编）统计大约为4800个，南宋范成大《桂海虞衡志》载：“边远俗陋，牒诉券的，专用土俗书，桂林诸郡皆然。”但由于各地的字形不一，没有形成统一的规范，笔划过繁，书写不易，使用起来很不方便，没有为行政公文和正规教育所采用（当然这也和壮族没有建立起统一的政权国家有关）。方块壮文至今仍然在壮族地区的民间流行。
民间艺术家用它来记录、编写、整理出来的故事、传说、山歌、戏剧如《布伯》、《刘三姐》、《百鸟衣》、《侬智高的故事》等，给我们留下了宝贵的历史资料和文化财富。1993年，广西壮族自治区科技委员会组织专家完成了古壮字处理系统的软件设计，并使用于壮族各类古壮字抄本的整理，相继出版了《布洛陀经诗译注》、《壮族民歌古籍集成》、《嘹歌》和《欢岸》等壮族古籍，展现了古老而丰富的壮族传统文化风貌。

### 拼音壮文方案
中華人民共和國成立後，於1955年制定通过《壮文方案》并在壮族地区推广使用，曾一度受到壮族人民的欢迎。50年代老拼音壮文以拉丁字母为基础并搀杂斯拉夫字母以及自创字母，1980年代后壮文全部采取26个拉丁字母形式。拉丁壮文以壮语北部方言为基础方言，以壮语武鸣话为标准音。

## 服饰
壮族特色织物是壮锦。壮族传统服饰尚青黑，男装对襟，女装右衽。妇女的上衣衣领、袖口、襟边都绣有彩色花边，裤子黑色宽肥，戴花纹图案的头巾。壮族受汉族影响较大，現在年轻人多着時装，妇女日常戴的头巾也常使用工业生产的印花毛巾，穿着自织土布的越来越少。

## 民居
壮族大多数房屋仍然保持古老的“干栏”形式，其楼房全系木质结构，一般先起底层，上立屋架（壮家叫两节柱），两头搭以偏厦，顶上盖瓦或杉皮，有三间五间不等。楼上住人，底层关养牲畜、家禽，置农具，设舂碓、磨坊等。

## 壮族名人

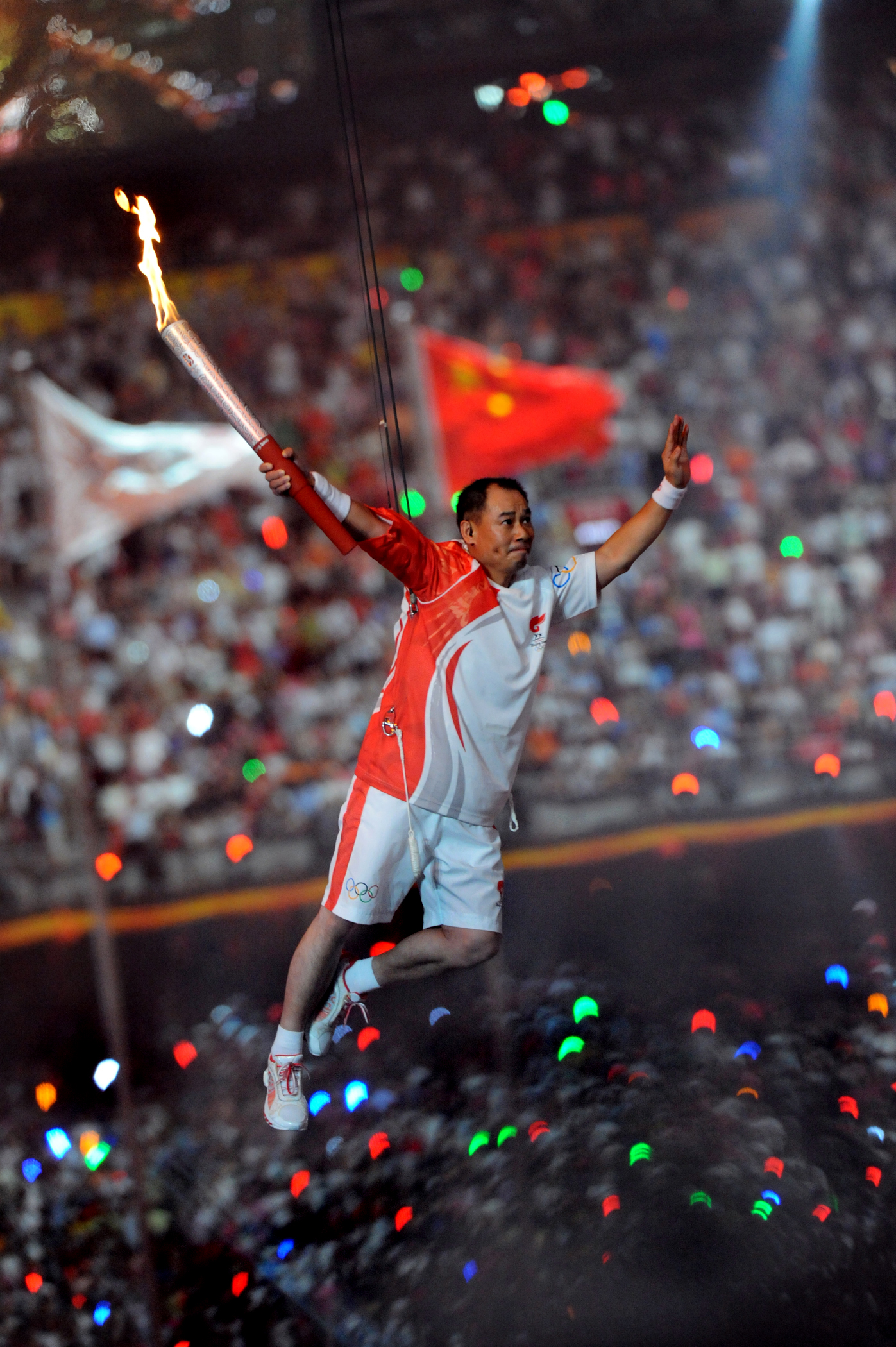
李宁在2008年夏季奥运会开幕式点燃火炬

壮族在其文明历史的长河中，曾涌现出许多著名的历史人物。这些人物有：
- 罗诚（戎成王）
- 梁奉（镇南王）
- 潘长安（安南王）
- 黄少卿
- 阿侬（侬智高生母，“娅王”）
- 侬智高（大南国仁惠皇帝）
- 冼夫人（冼太夫人是广东高州人）
- 瓦氏夫人（抗倭英雄）
- 黄明堂（清代壮族农民起义首领之一）
- 韦拔群（中国现代农民运动领袖）
- 韋昌輝（太平天國北王）
- 李开芳（太平天國將領，參與北伐）
- 林凤祥（太平天國將領，參與北伐）
- 郑献甫（清代学者）
- 陆荣廷（旧桂系首领）
- 岑毓英（云贵总督）
- 岑春煊（岑毓英之子，清末民初政治家，两广总督，有学者視為民国期间桂系根基人物）
- 卢焘（黔军总司令兼贵州省长）
- 吴西（中華人民共和国中国人民解放军少将，军事家）
- 韦杰（中華人民共和国中国人民解军高级将领）
- 黄现璠（中国现代历史学家、民族学家、人类学家和教育家，中国现代民族学奠基人之一）
- 黄鼎凤（大成国建章王，壮族农民运动领袖）
- 谭浩明（清末民初军事将领、政治家，桂军领导人之一）
- 庞汉桢（中華民國桂军将领，1937年抗日在上海战役牺牲，国民政府追认为陆军中将，中华人民共和国追认为革命烈士）
- 韦国清（原全国人大常委会副委员长，中华人民共和国开国上将）
- 成克杰（原全国人大常委会副委员长，因贪腐腐败，已遭決死刑）
- 卢绍武（中華人民共和国中国人民解放军少将，历任广西军区参谋长、副司令员、司令员，兼中共武鸣地委书记）
- 朱鹤云（中華人民共和国中国人民解放军第一战车编练基地司令员，南京军区装甲兵副司令员、司令员）
- 朱恒安（中華人民共和国中国人民解放军第二炮兵“长缨”杂志主编，著名木版画艺术家，中国美术家协会／中国摄影家协会会员，全国少数民族先进工作者，全国好家长）
- 欧致富（曾任广州军区副参谋长、广西军区司令员等职）
- 郑建宣（物理学家、教育家）
- 郑志鹏（物理学家）
- 何克让（中華人民共和国著名航天科学家， 苏联哈尔科夫工学院工程学硕士）
- 罗应雄（中華人民共和国实验物理学家，参加中華人民共和国正负对撞机的设计和建造，任研究室副主任）
- 尹汉辉（地质学家，为中華人民共和国第一颗原子弹爆炸成功立下汗马功劳）
- 周少立、周少宁（著名美籍华人画家）
- 甘苦（原全国人大常委会副委员长）
- 覃应机（第一届广西壮族自治区主席，有当代壮王之称）
- 賴世雄（台灣著名英語教育家）
- 韦唯（国际著名歌唱家）
- 李宁（体操王子，企业家）
- 趙傳（流行歌手）
- 弦子（流行歌手）
- 汪小敏（2011花儿朵朵全国决赛总冠军）
- 莫慧兰（原国家体操队队员）
- 莫虎（前紐約警察總局副局長，美國著名律師）
- 周立齐（著名罪犯，网络红人）

### 引用
1. ↑  . General Statistics Office of Vietnam: Central Population and Housing Census Steering Committee: 148–224. （原始内容存档于2013-10-18）.
2. ↑  王柏灿. . 中国民族民间医药杂志. 2004, (05): 253–254+310  [2022-04-16]. ISSN 1007-8517. （原始内容存档于2022-06-02）.
3. ↑  方素梅. . 广西民族研究. 1998, (01): 50–56  [2022-04-16]. ISSN 1004-454X. （原始内容存档于2022-05-20）.
4. ↑  刘朴兵. . 南宁职业技术学院学报. 2007, 12 (1): 2.
5. ↑  刘朴兵. . 南宁职业技术学院学报. 2007, 12 (1): 3.

## 延伸阅读
[在维基数据编辑]
 《欽定古今圖書集成·方輿彙編·職方典·廣東猺獞蠻獠部》，出自陈梦雷《古今圖書集成》